# Хоругва
Хоругва или неформално литија је тип заставе са религијским мотивом.
За време Кијевске Русије и касније Руског царства хоругва је носила војска као своју заставу. Данас се користи у Православној (углавном у Русији и Украјини) и Гркокатоличкој цркви. Мотиви хоругва су исти као на иконама – свеци. За разлику од обичајне заставе која је везана на вертикални штап хоругве су везане на хоризонтални штап и тако откривају читав мотив.
Хоругва се користи у литијама и по правилу носи је мушка особа на почетку колоне.